# Финал Кубка Лотто — Бреендонк
Финал Кубка Лотто — Бреендонк (нидерл. Finale Lotto Cycling Cup - Breendonk) — шоссейная однодневная велогонка, проходившая по территории Бельгии с 2011 по 2018 год.

## История
В 2011 году был создан женский Кубок Бельгии, получивший спонсорское название Lotto Cycling Cup.
Данная гонка вошла в календарь Кубка Бельгии в качестве его заключительной гонки, а также была включена в Женский мировой шоссейный календарь UCI. Она состоялась в середине сентября. Её старт и финиш располагался в городе Бреендонк провинции Антверпен. Протяжённость дистанции составила 125,3 км. Победу одержала бельгийка Грейс Вербеке.
В 2012 году данная гонка снова значилась в календаре Кубка Бельгии, но была отменена в его рамках и вместо этого под названием G.P. Breendonk прошла в рамках национального календаря. Ещё один раз гонка в Бреендонке состоялась в 2018 году.

## Призёры
| Год  | Победитель       | Второй            | Третий             |
| ---- | ---------------- | ----------------- | ------------------ |
| 2011 | Грейс Вербеке    | Лус Гюнневейк     | Аннемик ван Влётен |
| 2012 | Мириам Бьёрнсруд | Анн-Софи Дёйк     | Жольен Д'Ор        |
| 2018 | Лоес Селс        | Клаудия Йонгериус | Каролин Хэрс       |